# X-79
X-79 er en dansk kølbåd i glasfiber. Den er konstrueret af Niels Jeppesen i 1979 og vejer minimum 1.552 kg.
Da båden blev sat i produktion brød den straks mange af de gængse normer indenfor båddesign. Både skrog og rig lignede ikke andre sejlbåde som blev produceret i løbet af 1970'erne. Niels Jeppesen havde dog allerede da han tegnede Banner 30, vist sin forkærlighed for fladbundede både med mange trim-muligheder. X-79 blev produceret i 468 eksemplarer, og blev i mere end 20 år regnet for noget af det hurtigste kølbåd man kan finde på omkring de 8 meter. I Danmark, Sverige, Tyskland og Holland findes der fortsat aktive X-79 klubber, og det er fortsat muligt at sejle om kap med andre X79ere i mange havne i Danmark. Flere har ogå valgt at benytte X-79 som en mulighed for tursejlads, eftersom den er skabt med aluminiumsrammer til 4 køjesenge, vask, plads til komfur samt dørkplader. X-79 designet roses fortsat for at være en hurtig kapsejladsbåd, som var langt før sin tid.

## Links
- sailboatdata: tekniske specifikationer
- X-Yachts: The refurbishing process of X-79 number 1
- YouTube: X-79 #1 is back!
- Dansk X-79 klub Arkiveret 1. maj 2015 hos  Wayback Machine
- Hollandsk X-79 klub Arkiveret 10. marts 2013 hos  Wayback Machine
- Tysk X-79 Klub
- Svensk X-79 Klub
- X-79 resources site